# 莫里夫斯克
51°5′3″N 30°52′21″E / 51.08417°N 30.87250°E
莫里夫斯克（羅馬化：Morivsk）是烏克蘭北部切爾尼希夫州切爾尼希夫區的村莊。該村始建於1503年，面積2.7平方公里，海拔高度116米，2014年人口385，人口密度每平方公里143.7人。